# Grand Hotel Billia
El Grand Hotel Billia es un histórico hotel de lujo de Saint-Vincent en Valle de Aosta, Italia.

## Historia
El edificio fue realizado por el emprendedor Stefano Billia en 1908. Saint-Vincent era a la época una emergente localidad termal luego al descubrimiento de la Fons salutis.

## Enlaces externons
- Esta obra contiene una traducción  derivada de «Grand Hotel Billia» de Wikipedia en italiano, publicada por sus editores bajo la Licencia de documentación libre de GNU y la Licencia Creative Commons Atribución-CompartirIgual 4.0 Internacional.
- Wikimedia Commons alberga una categoría multimedia sobre Grand Hotel Billia.

- Datos: Q97498697
- Multimedia: Grand Hotel Billia / Q97498697